# Chmel otáčivý
Chmel otáčivý (Humulus lupulus) je vytrvalá dvoudomá pravotočivá liána z čeledi konopovitých. Vědecký název vznikl jako zdrobnělina z latinských slov humus = zem (bez opory se plazí po zemi) a lupus = vlk (škodí rostlinám).

## Synonyma
- Humulus americanus T. Nuttall, 1847

- Humulus volubilis R. A. Salisbury, 1796 (nom. illeg.)
- Lupulus communis J. Gaertner, 1788 (nom. illeg.)
- Lupulus humulus P. Miller, 1768
- Lupulus scandens de Lamarck, 1779 (nom. illeg.)

## Popis
Chmel otáčivý je vytrvalá bylina, obvykle se silným svislým oddenkem a velkým počtem podzemních výhonků. Jako trvalka vydrží na jednom místě 20–25 let.

### Stonek
Tenká šestihranná pravotočivá lodyha dosahuje výšky kolem 3–5 m, někdy dokonce až 10 m. Povrch stonku je drsný a porostlý háčkovitými chlupy, které napomáhají při popínání.

### List
Ve střední části lodyhy jsou listy vstřícné, dlanité a dlouze řapíkaté, s vejčitou až okrouhlou čepelí, která je 3–5klaná až 3–5dílná, dosahují šířky až kolem 20 cm. Okraj listů je pilovitý a jejich báze je hluboce srdčitá .Povrch na svrchní části listu je tmavě zelený a drsný, zatímco spodní strana je světlejší se žlutými žlázkami. Na bázi řapíku se nacházejí dva téměř srostlé blanité palisty. 
V horní části lodyhy jsou listy menší, převážně střídavé a často celistvé nebo laločnaté. Jejich šířka se pohybuje kolem 6–10 cm. 

### Květ
Samčí rostliny mají na konci lodyh v úžlabí listů vrcholičnaté laty prašníkových květů. Zelenavá samičí květenství se skládají z krátkých klásků, z nichž se vytvářejí vejčité šištice, které v úžlabí listů vyrůstají po dvou. Až 2 cm dlouhé šupiny šištic pokrývají zlatožluté lupulinové žlázky.

### Plod
Plod je vejcovitá nažka. Plodenství chmele otáčivého jsou převislá, až 6 cm dlouhá, se zvětšenými suchými žlutavými listeny. 

## Výskyt
Jako vlhkomilná rostlina se planý chmel otáčivý vyskytuje v olšinách, na okrajích lesů, v lužních lesích, ale především v pobřežních křovinách potoků a řek, kde vytváří mohutné porosty.
Kulturní rostliny se nejčastěji vysazují na rovinatých plochách, nebo v širokých otevřených údolích. Nejvhodnější je pro pěstování mírně kyselá půda (permské červené půdy Žatecka) se slabě kolísající hladinou podzemní vody (cca 2m). 
V současné době je rozšířen po celém mírném pásu Evropy, Asie a Severní Ameriky. Zavlečen byl i do Jižní Ameriky (Chile) a do Austrálie.
Hlavními oblastmi pěstování chmele kromě Česka jsou Německo, USA, Čína, Polsko, Velká Británie, Rusko, Ukrajina, Kanada a Austrálie.

## Škůdci a choroby
Plíseň chmelová (Pseudoperonospora humuli) je houbová choroba, která napadá výhony, listy a následně hlávky. Rozšiřuje se hlavně za teplého a vlhkého počasí. Listy jsou pokryty žlutozelenými skvrnami a později hnědnou a opadávají, hlávky po napadení získají rezavý nádech. Za velmi vlhkých a teplých let může způsobit rozsáhlé hospodářské škody.
Padlí chmelové (Sphaerotheca humuli) je mykotická choroba, která se rozšířila hlavně v 90. letech. Na svrchní straně listů se vytváří bělavé povlaky, které postupně přecházejí na hlávky.
Mšice chmelová (Phorodon humuli) na spodní straně listů saje rostlinné šťávy a zanechává na nich lepkavé výkaly, které jsou pak živnou půdou pro rozšíření saprofytických hub.
Sviluška chmelová (Tetranychus urticae) sáním na listech způsobuje puchýře, listy žloutnou až postupně zešednou, při silném výskytu zasychají a opadávají. Hlávky získají cihlově červené zbarvení a výrazně se zhoršuje jejich kvalita.

## Obsahové látky
Plodní šištice obsahují pryskyřici s hořčinami (α-hořké kyseliny (humulon), β-hořké kyseliny (lupulon)), silice s terpenoidy (např. humulen, myrcen) s bakteriostatickými a konzervačními účinky. Sekrece hořkých látek vrcholí v druhé polovině srpna, kdy začíná i sklizeň.

## Historie
Chmel patří k velmi starým kulturním rostlinám. Už ve středověku pojídali labužníci chmelové výhonky se solí, pepřem, octem a olejem a věřili v jeho léčebné účinky. První údaje o pěstování chmele na území ČR jsou z roku 859. Významně se o jeho rozšíření v českých zemích zasadil císař Karel IV. Za třicetileté války byly chmelnice zpustošeny a obnoveny až v 18. století.

## Využití

### Potravinářství

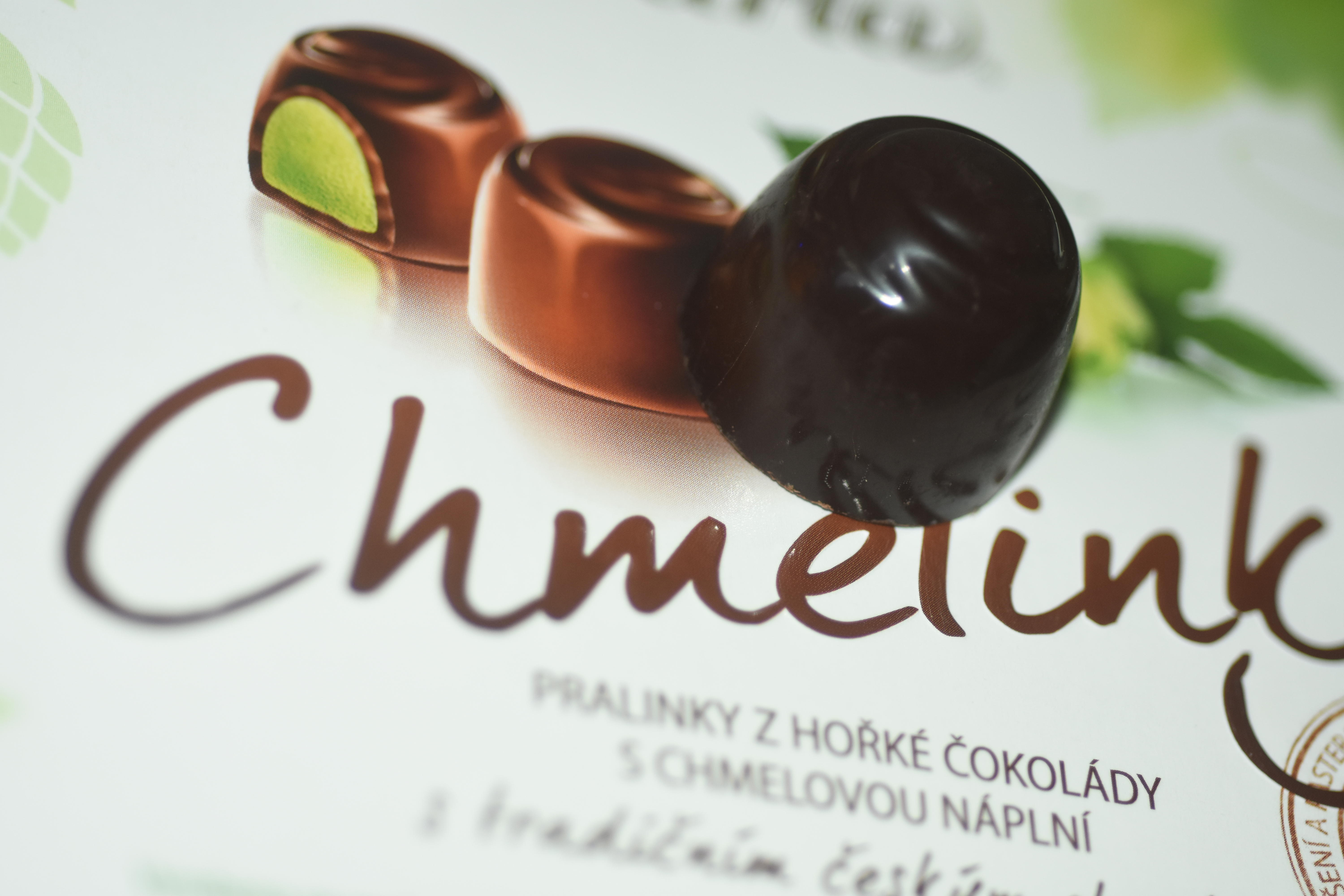
Chmelové bonbony

Hlávky samičích květů (chmelové šištice) nebo extrakt z nich se používají v pivovarnictví při výrobě piva, obsahují totiž hořčiny (lupulin), které mu dodávají chuť a aroma. Jelikož květy ztrácejí po opylení na kvalitě, je třeba dbát na to, aby se ve chmelnici nevyskytovaly samčí rostliny. Pro výrobu piva se používají chmelové pelety (lisované chmelové granule), které jsou výhodnější zejména z hlediska přepravy a skladování. V českém pivovarnictví patří mezi nejlépe hodnocené odrůdy Žatecký poloraný červeňák, který získal certifikát Chráněné označení původu. První historická zmínka o užití chmele pro dochucení piva pochází z listiny franského krále Pipina III. Krátkého z r. 768.
Český chmel (pěstovaný v Poohří (Žatecko), Polabí (Úštěcko) a na Hané (Tršicko)) patří k nejkvalitnějším na světě a občas bývá označován za zelené zlato.

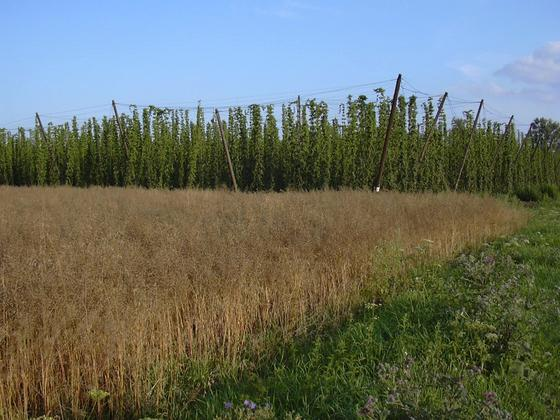
Chmelnice vedle pole s obilím

Mladé výhonky chmele se dodnes někdy užívají jako zelenina („chmelový chřest“). Z výhonků se též připravují polévky, omelety, ale také se nakládají. Z chmelových šištic se dělají i náplně do bonbonů zvaných chmelinky.

### Farmaceutický průmysl
Použití lupulinu z chmelových žlázek jako sedativum bylo v roce 1813 zavedeno pařížským lékárníkem Planchetem. Sušené pestíkové šištice se používají jako droga Strobili lupuli a chmelové žlázky jako Glanduale lupuli („chmelová moučka“).
V homeopatii se používá esence z čerstvých žlázek jako diuretikum, antiafrodiziakum nebo narkotikum.
Menší množství se využívá při výrobě kosmetických přípravků.

### Lidové léčitelství
V lidovém léčitelství se také využívá jako sedativum a také povzbuzuje chuť k jídlu. Sbírají se mladé výhonky, které zatím neprorostly na světlo a obsahují hodně vitamínů skupiny B i minerálních látek. Čaj z chmelových žlázek pomáhá proti nespavosti, působí močopudně a užívá se při křečích svalů.